# Амур і Психея (Канова)
«Амур і Психея» — назва двох скульптурних груп венеціанського скульптора Антоніо Канови, що зображує Амура і Психею. Вони ілюструють сцени відомого твору Апулея «Метаморфози, або Золотий осел».

## Історія

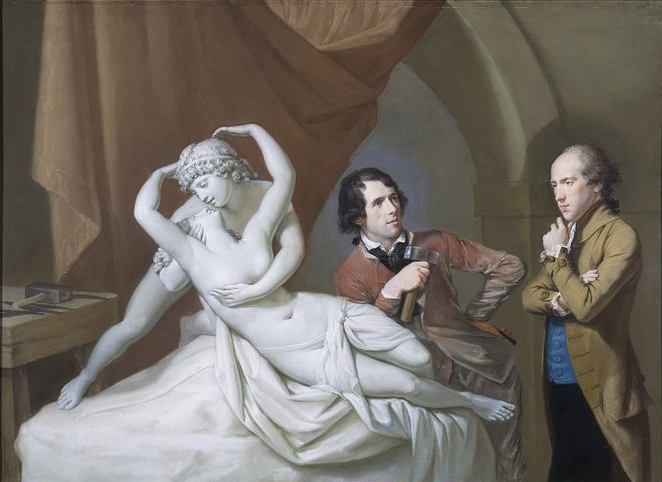
Антоніо Канова і Генрі Трешем у майстерні з гіпсовою моделлю «Амура і Психеї». Художник Г'ю Гамільтон, близько 1788—1791 р.р.

Скульптури створені на замовлення, зробленому в Неаполі в 1787 році шотландським колекціонером і поціновувачем мистецтв бароном Каудором. Але замовник не отримав своїх статуй, і в лютому 1798 року, коли Рим зайняли французькі війська, вони ще залишалися в майстерні. У 1800 р. Йоахім Мюрат придбав їх для свого замку Війєр-ла-Гаренн, скульптури були перевезені до міста Нейї-сюр-Сен. У 1824 обидві скульптурні групи були передані в Лувр.

## «Психея, розбуджена поцілунком Амура»
«Психея, розбуджена поцілунком Амура» (фр. Psyché ranimée par le baiser de l'Amour) — найбільш відома з двох скульптурних груп Канови. У каталозі Лувру скульптурна група проходить під назвою «Психея, розбуджена поцілунком Амура», але в багатьох країнах її називають просто «Амур і Психея» (італ. Amore e Psiche, рос. Амур и Психея). Зображує момент пробудження Психеї від поцілунку Амура.

### Копії
Копія зроблена у 1796 році на замовлення князя М. Б. Юсупова. У 1810—1831 роках вона знаходилася в «Амуровій кімнаті» його палацу в Архангельському. Після смерті князя статуя перевезена його сином до Петербурга і поміщена в недавно куплений палац на Мойці. Після Жовтневої революції майно Юсупових було націоналізоване і «Амур і Психея» увійшла до фондів Ермітажу.
Гіпсова копія петербурзької версії знаходиться в музеї Метрополітен в Нью-Йорку.

## «Стоячі Амур і Психея»

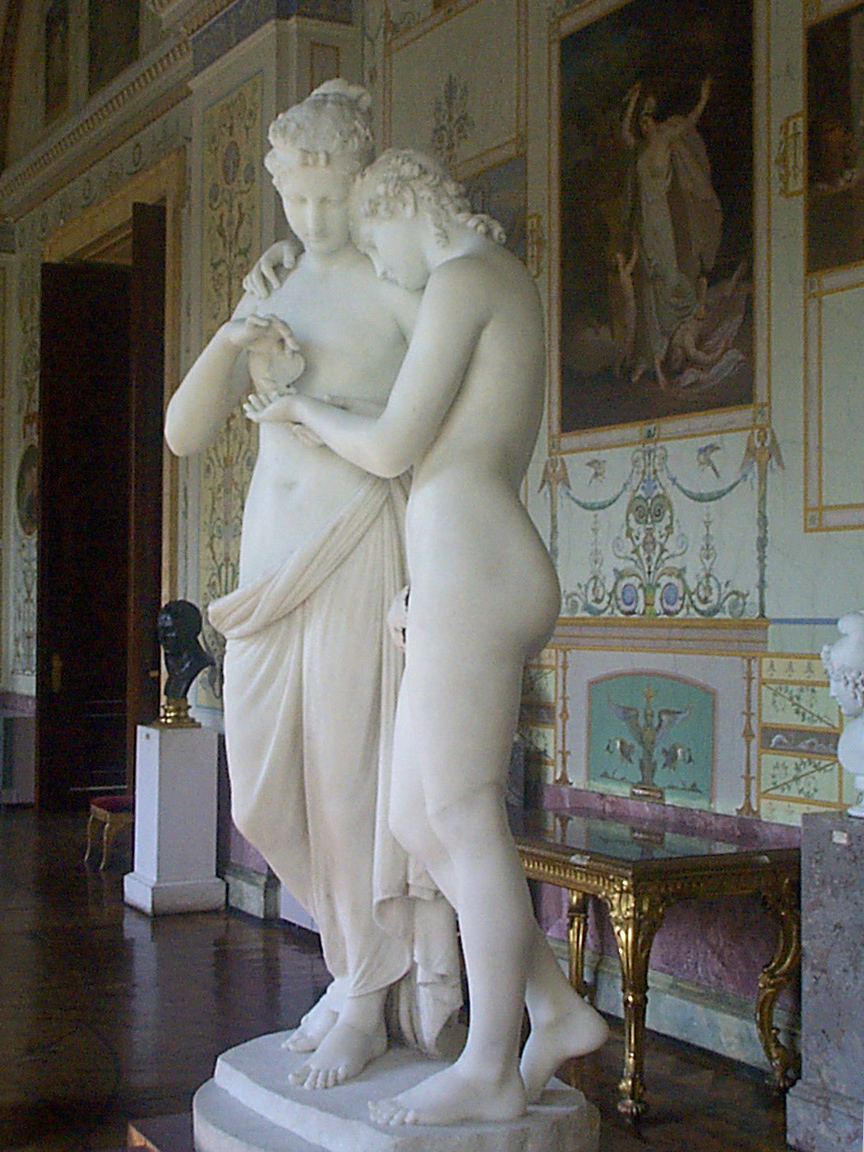
Стоячі Амур і Психея

Друга скульптурна група Канови, присвячена Амуру й Психеї, зображує героїв у положенні стоячи, тому називається «Стоячі Амур і Психея». Прототипом її послугувала статуя «Амур і Психея» — давньоримська копія І-ІІ ст. н. е. з незбереженого давньогрецького оригіналу, яка знаходиться в Капітолійських музеях.
Копія зроблена в 1808 році з тієї ж гіпсової моделі, що й оригінал — на замовлення дружини Наполеона імператриці Жозефіни. У 1815 році куплена імператором Олександром І — разом з іншими предметами з колекції померлої імператриці, зараз також перебуває в Ермітажі.